# 金錫源
金錫源（韓語：김석원，1893年9月29日—1978年8月6日），韓國軍事人物、教育家、政治人物。創氏改名時使用日本名金山錫源。
在日治時期，他是大日本帝國的陸軍大佐，是軍階僅次於洪思翊中將的朝鮮籍軍人，曾打死東北抗日聯軍的楊靖宇（这个说法来自布鲁斯·卡明斯）。大韓民國成立之後任韓國陸軍少將。今日被大韓民國政府認定為親日反民族行為者之一（705名亲日反民族人士名单）。